# Eldhus

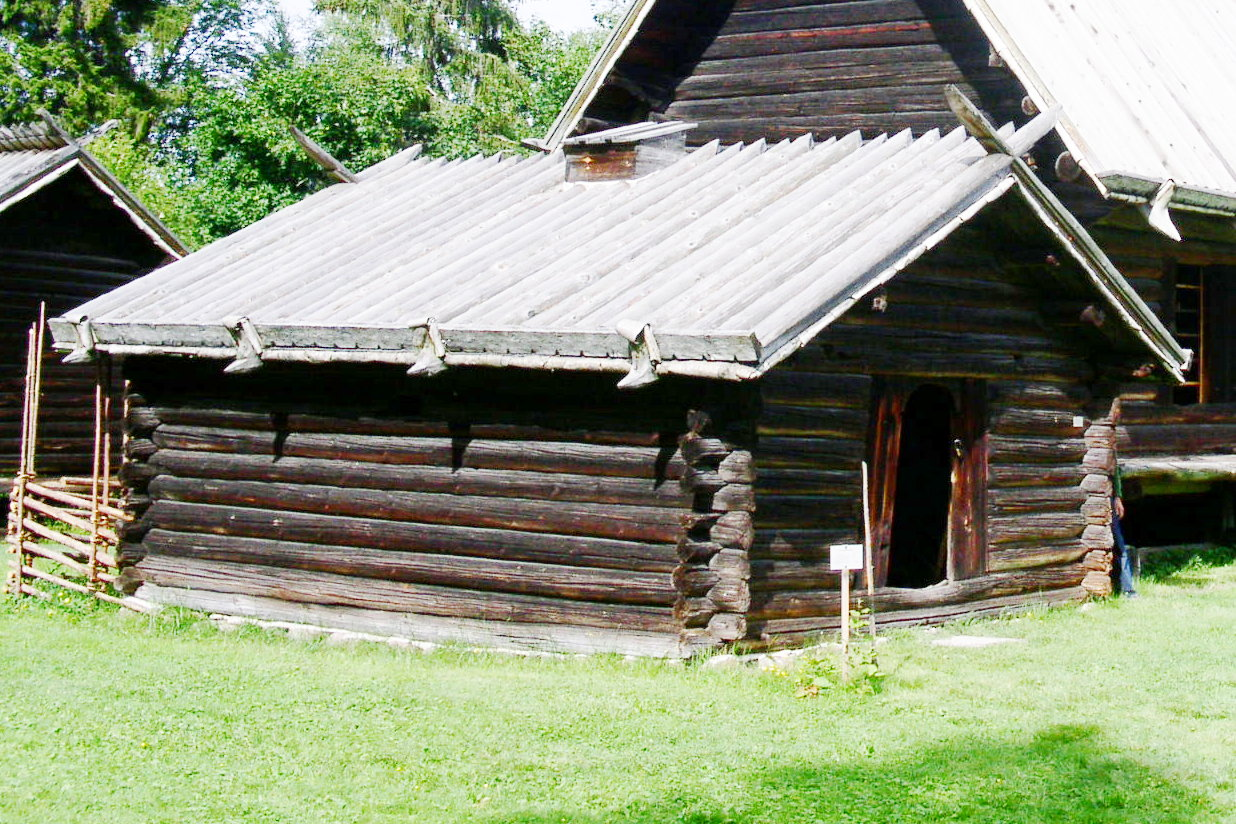
Eldhus ursprungligen från 1200-talet, Zorns gammelgård i Mora

Eldhus är en äldre typ av timrat bostadshus. Det består av ett enda långsmalt rum med dörren på ena gaveln. Eldhuset har jordgolv och en eldstad utan skorsten mitt på golvet. Ovanför eldstaden finns en röklucka och på långsidorna finns ventiler, med hjälp av vilka luftdraget kan regleras. På utsidan skyfflades vanligen jord upp mot väggen för att förhindra drag. Eftersom rökluckan sitter mitt i nocken, så ska ett eldhus istället för den sedvanliga nockåsen ha två åsar, en på var sida om rökluckan. En variant är rökstugan eller pörtet.
Det äldsta bevarade eldhuset i Sverige torde vara det som återfinns på Zorns gammelgård i Mora.  